# Mare de Déu dels Miracles

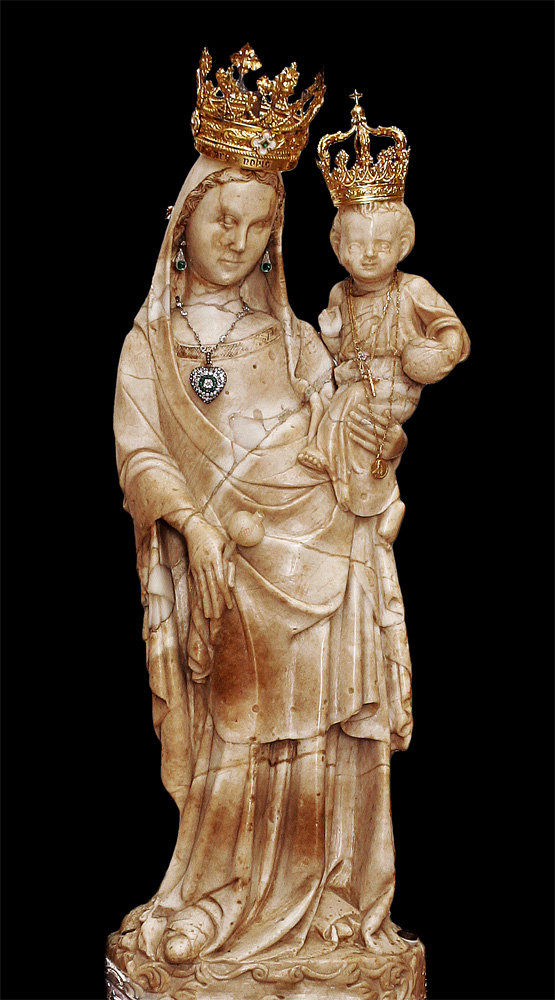
Mare de Déu dels Miracles - Santa Maria de la Rábida.

La Mare de Déu dels Miracles (en castellà Ntra. Sra. de los Milagros o Santa María de la Rábida) és una imatge religiosa catòlica que es venera al Monestir de La Rábida de la ciutat de Palos de la Frontera (Huelva).
Es tracta d'una imatge d'estil gòtic, del segle xiii aproximadament, realitzada en alabastre. Va ser testimoni d'excepció dels històrics esdeveniments del descobriment i evangelització d'Amèrica. Davant d'ella van pregar Colom, els Pinsà i els homes que van participar tant en la primera expedició colombina com en aquelles posteriors que van partir cap a Amèrica des d'aquesta zona. Així mateix, en les seves visites al monestir franciscà, es van postrar davant d'ella, entre d'altres, Hernán Cortés, Gonzalo de Sandoval (que va morir al monestir i va ser-hi enterrat) o Francisco Pizarro.
Encara que està datada cap a finals de la tretzena centúria o començaments de la catorzena, la tradició popular i les llegendes, incloses les majories d'elles en un antic còdex [3] de 1714 de Fray Felipe de Santiago, li han atribuït un origen apostòlic i uns avatars fabulosos, com la seva aparició al mar després de finalitzada la invasió musulmana entre les xarxes d'uns pescadors de Huelva.
L'esmentada imatge és patrona tant del monestir com de la ciutat de Palos de la Frontera, en la qual se celebren en el seu honor durant el mes d'agost diversos actes religiosos i civils, que culminen amb la típica romeria andalusa celebrada en l'entorn del paratge de la Rábida l'últim cap de setmana de l'esmentat mes.
Pels diversos avatars soferts per aquesta imatge ha hagut de ser reparada i restaurada en diverses ocasions, tot i que la talla conserva en gran manera la seva factura original.
El 14 de juny de 1993 va ser coronada pel Papa Joan Pau II, que la va nomenar «Mare d'Espanya i Amèrica». Els padrins d'honor de l'esmentada coronació van ser els reis d'Espanya, que van delegar en la seva filla, la Infanta Cristina. En els actes d'aquesta celebració va ser nomenada també, per part de l'ajuntament, «Alcaldessa Honorària Perpètua de Palos de la Frontera».

## La imatge i La Rábida

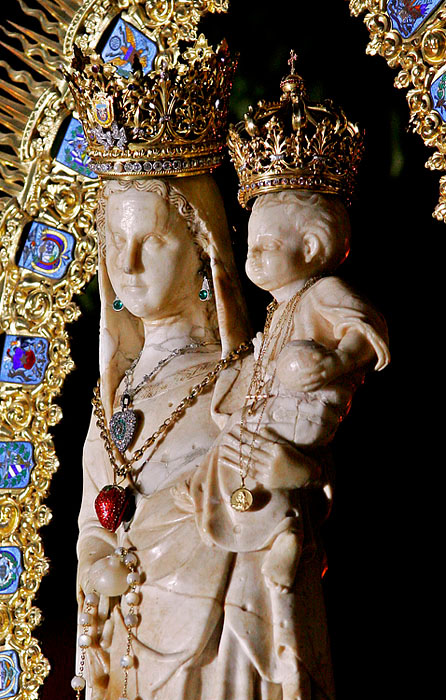
La imatge actualment.

### Descripció
Es tracta d'una escultura representativa de la Verge Maria realitzada en alabastre, de cinquanta-quatre centímetres d'altura. Escultura de cos sencer d'una sola peça, encara que amb algun petit afegit posterior a causa d'alguns desperfectes soferts al llarg de la seva història, es troba sobre un pedestal de cinc centímetres i és de línies entre afluixes. El seu rostre és allargat i porta el cabell pentinat a l'aigua, amb les mans una mica exagerades respecte al cos. El vestit tallat es tracta d'una túnica amb un escot modest i que va descendint en plecs paral·lels, regulars i ben traçats, fins al pedestal, on es deixa entreveure el peu dret cobert per una típica sabata en punta. El cap està cobert per un mantell que li cau sobre el cos, un gol rígid, i sobre el seu braç esquerre es troba assegut el Nen Jesús en posició una mica violenta, la mà dreta es troba en la típica posició de beneir a la manera grega, i l'esquerra porta el que sembla el globus terraqüi, i igual com la Verge, vesteix túnica cenyida. Té una singular forma de decantar el maluc per sostenir el Nen al seu braç esquerre, que és característic del tipus escultòric al qual pertany. La Verge porta a la mà dreta una granada, col·locada en una restauració realitzada el 1937, després de les destrosses sofertes durant la Guerra Civil, i que va substituir a la primitiva assutzena que portava.
Com a ornament extern la imatge porta una ràfega amb una estructura oval, poc freqüent entre les imatges de la Verge. La decoració de la mateixa està composta per una cardina en la qual hi ha esmaltats els escuts dels països americans, i a dalt en el centre l'escut d'Espanya, rematat el conjunt per llamps bisellats, llisos i ondulats alternats. Va ser realitzada per Manuel Seco de Velasco i dissenyada per Evaristo Domínguez, pintor de Palos de la Frontera.

## Datació i estil

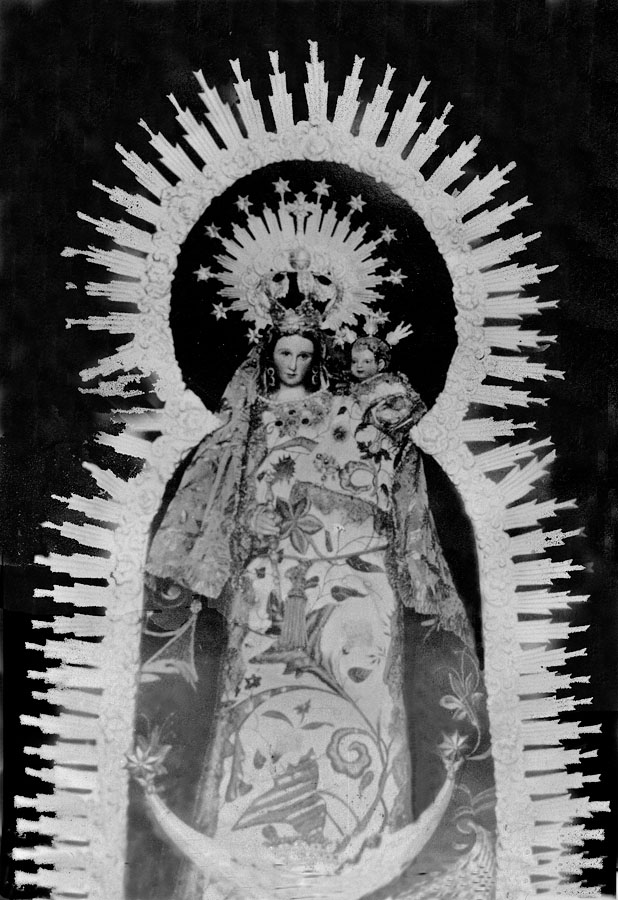
La imatge tal com estava vestida abans de 1936.

Procedent de l'art romà d'Orient de finals del segle xiii o començaments del xiv, el model iconogràfic de la imatge correspon al tipus d'escultura odegetria (Verge conductora del Nen, que mostra o assenyala a Jesús com el camí de salvació), model desenvolupat en el gòtic.
Si bé l'estil de la imatge és sens dubte el gòtic, concretament gòtic-francès, els diferents autors apunten també a una possible inspiració en l'escola del gòtic pirinenc-aragonès-navarrès, i fins i tot s'apunta que pogués pertànyer al gòtic manierista o al gòtic normand. Mostres d'aquest tipus d'imatgeria, i de notable semblança, es troben a la "Capella dels Alabastres" de la Catedral de Sevilla o a l'Església de San Lorenzo de la mateixa ciutat. També en Palos de la Frontera, en la parròquia de Sant Jordi, hi ha una imatge de Santa Anna tallada al mateix material. El pare Ángel Ortega apunta a la seva obra que l'antiga imatge de la Verge de l'Hiniesta de Gloria[12] (desapareguda el 1932 en un incendi) de la parròquia de San Julián de Sevilla, pogués haver estat contemporània, o fins i tot haver servit de model.
Durant segles aquesta escultura va estar policromada, vestida amb fines teles i adornada amb pedres precioses sobre seu llaura, tal com es recull tant als informes de diverses restauracions que se li van fer, com en testaments, documentació i gravats que es guarden al monestir i en els arxius de l'orde franciscà a la Província Bètica. El costum de vestir en les imatges va ser molt arrelada en l'edat mitjana i entre les més famoses trobem la Verge de Guadalupe, a Càceres (Espanya), que rebia exquisits vestits de mans dels seus fidels, tradició que encara segueix arrelada i que, en moltes altres imatges de la zona es conserva. Finalment, després de la restauració realitzada el 1937, es va decidir eliminar la policromia de la imatge i el 1938 va ser resposta al culte, una vegada que va ser tornada al seu monestir en la forma original en la qual va ser tallada.

## El Monestir de La Rábida
El monestir de La Rábida és la llar de la imatge i en el qual ha romàs pràcticament des de la seva creació i del qual la imatge rep el nom original, "Santa María de la Rábida". Va ser erigit en els segles xiv-xv. Sobresurten pel seu interès artístic l'església gòtic-mudèjar, així com les estades decorades amb frescs de Daniel Vázquez Díaz, el claustre i el museu, on es conserven nombrosos objectes commemoratius del Descobriment d'Amèrica.
Té de 2.000 m2 d'extensió i és de planta irregular. El monestir al llarg dels més de 500 anys de la seva història ha sofert modificacions, sobretot arran del terratrèmol de Lisboa de 1755.
És un dels llocs més destacat dels fets del descobriment d'Amèrica, ja que en ell es va allotjar Colom, va ser enterrat Martín Alonso Pinzón, va ser visitat per diversos conquistadors espanyols i molts dels seus religiosos van participar en l'evangelització d'Amèrica. És per això que forma part destacada de l'itinerari històric artístic conegut com els Lugares colombinos.
El Monestir va ser declarat Monument Nacional el 1856 i a més va ser declarat "Primer Monument Històric dels Pobles Hispànics".
El 28 de febrer de 1992 li va ser atorgada per part de la Junta d'Andalusia la "Medalla d'Or d'Andalusia" i en la IX Cimera Iberoamericana de Caps d'Estat i Presidents de Govern en la seva declaració de l'Havana, es va reconèixer La Rábida com a lloc de trobada de la Comunitat Iberoamericana de Nacions.

## Història
Són molts els avatars soferts per aquesta imatge al llarg dels segles, tot i que no hi ha cap prova que indiqui cap suplantació, furt o desaparició per complet de la mateixa en els diversos accidents esdevinguts tant a l'escultura com al monestir, i així ho va indicar el PÀG. Ortega el 1925:
Donem per fet que actualment existent i venerada és la mateixa, idèntica, la primària i única que sempre ha existit, doncs totes les proves estan al seu favor i no hi ha cap motiu per sospitar suplantacions.
Als documents més antics és denominada amb el nom de "Santa María de la Rábida".[24] Aquesta és l'advocació que s'ha fet universal i és el seu nom original i primitiu. Si bé, i tal com consta també a nombrosos documents antics, a causa de la quantitat de favors i presumptes miracles que sempre se li han atribuït, el poble, també des d'antic, la flama "La nostra Senyora dels Miracles".
Es desconeix la data exacta en la qual va ser tallada, l'autor i el moment en què va arribar la imatge al monestir, tot i que els estudis estilístics realitzats a l'efígie la situen a finals del segle xiii o començaments del XIV. La butlla pontifícia "Etsi cunctorum" de 6 de desembre de 1412, de Benet XIII, ja parla de l'esmentada advocació com a patrona del monestir, cosa que la situa anteriorment en aquest lloc, ja que l'esmentada faula ve a confirmar la vida monàstica que ja existia en l'esmentat ermitori. D'altra banda, igual com ocorre amb moltes altres imatges de la zona i de l'època, està envoltada de diverses llegendes, faules i tradicions, totes elles, majoritàriament, mancades de realitat històrica o fonament científic. La majoria estan recollides al còdex de 1714 de Fr. Felipe de Santiago, on es troben tant les tradicions i llegendes de la zona i l'època, com dades històriques documentades.

## Tradicions i llegendes
Entre les llegendes que envolten a aquesta imatge, les més destacades són:
- El presumpte origen apostòlic de la imatge. Tracta de la portada de la imatge, des de Terra Santa a Palos, i que l'esmentada talla seria obra de l'evangelista Sant Lluc.
- La verge durant el període de dominació àrab. Compte com, per evitar una profanació i que fos ultratjada la imatge per part dels sarraïns, l'haurien dipositat al mar per rescatar-la en un moment més oportú.
- La feliç troballa de la verge al mar. On es relata l'aparició de la verge entre les xarxes d'uns pescadors de Huelva i la seva entronització al monestir franciscà.

Tant el PÀG. Angel Ortega, el PÀG. Sebastian Garcia i altres autors es fan eco de les esmentades llegendes, tots ells inspirats majoritàriament a l'esmentat còdex de 1714.

## Origen apostòlic

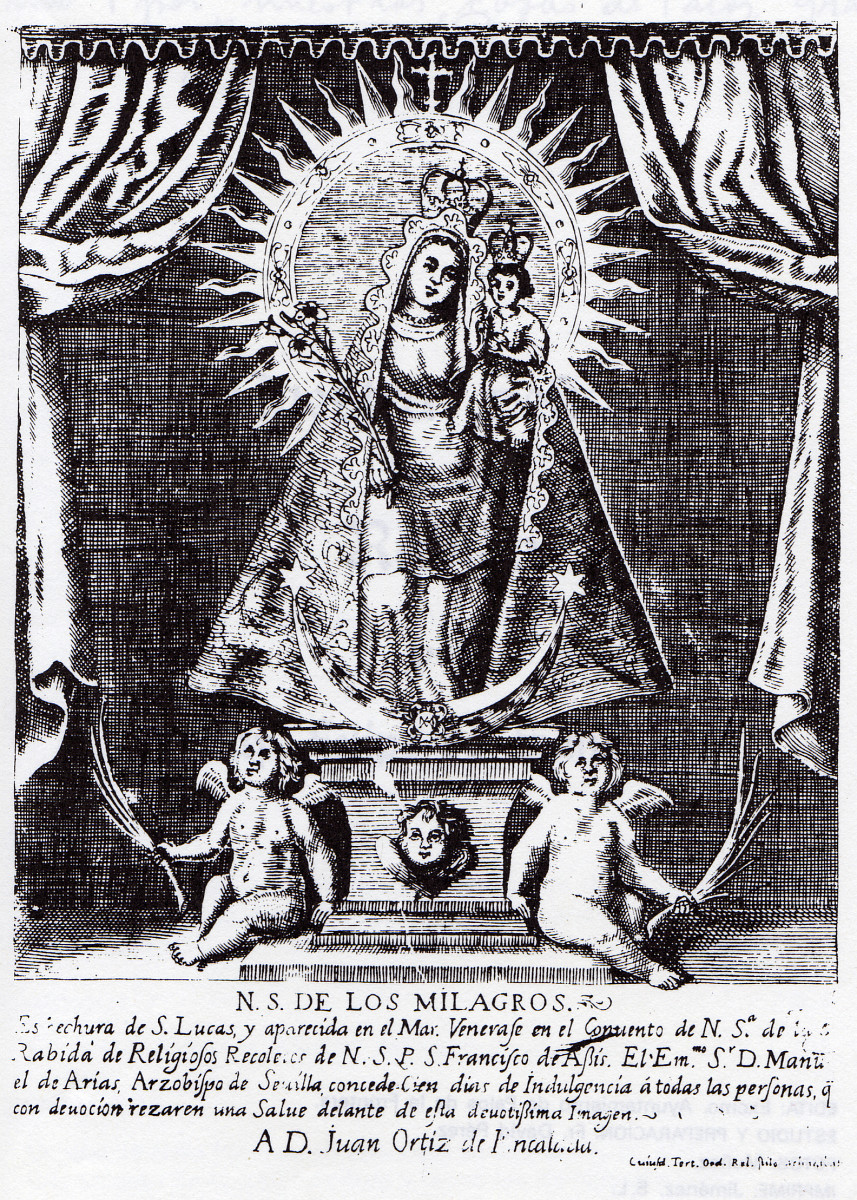
Gravat del. Es pot apreciar la primitiva assutzena a la mà dreta i la forma de vestir-la en aquella època.

Segons la llegenda, la imatge hauria estat esculpida als començaments del cristianisme per Sant Lluc i hauria estat portada fins al port de Palos l'any 333 per un mariner libi, Constantino Daniel. L'escultura hauria estat un regal del bisbe de Jerusalem San Macario com a obsequi pietós per haver dedicat la parròquia de Palos al màrtir San Jorge, sant patró molt estès en Orient.
Així ho relata el còdex:
Es va començar a fundar la parroquial de Palos, pels anys de 270 i es va acabar pels anys de 331... es va consagrar al gloriós màrtir Sant Jordi per instàncies de Constantí i fent-los promesa, que s'empenyoraria amb el Bisbe, que li donés una imatge de Nostra Senyora... es va donar a l'espelma Constantí per a la santa ciutat de Jerusalem... i va visitar el sant Bisbe i li va fer la súplica... i li va adonar del sant patró i de l'Església. El sant es va alegrar i donar les gràcies pel seu bon zel, i li va dir que concedia la seva petició. I que s'ho demanaria a Déu, haver-hi si convenia donar la imatge que tènia a la Muntanya Sion, com era factura del senyor Sant Lluc. ... Al tercer dia va cridar Constantí i li va dir el sant que aquella era la que havia de portar... Va tenir Daniel la imatge guardada des de l'any 331 amb molta decència i a l'esmentada campana fins que va fer una altra vegada viatge a l'esmentada ciutat de Palos. ... es va moure tot el poble i van venir a l'embarcador, a veure la novetat de tanta alegria... I Constantí va donar per escrit el lliurament que San Macadio li havia fet de la Santíssima Imatge i de la campana... Es va col·locar a l'altar major, que abans havia estat de Proserpina.[29] i la van votar Patrona juntament amb el gloriós màrtir Sant Jordi. SANTIAGO, Fr. Felipe de, "Còdex", 1714.

## Període musulmà
La llegenda continua atribuint singulars prodigis i miracles a la imatge de la Verge, curacions de tota índole entre les quals es pot destacar la cessació d'una epidèmia de ràbia nouvinguda l'escultura, o la defensa de les seves terres d'atacs dels pirates. Així, baix aquest halo de favors i curacions, continuaria sent venerada la imatge fins que, finalment, la península cau sota la dominació musulmana i, davant de l'imminent perill de profanació i destrucció de la seva sagrada patrona per part dels sarraïns, dos sacerdots van assegurar haver rebut la revelació que fos ocultada al mar fins que Déu disposés un moment oportú en què fos novament descoberta.
Una vegada establerts els àrabs, van prendre el cenobi i, a l'altar on hi hauria hagut la Verge, van col·locar el "zancarrón de Mahoma". Però, i concedint-se-li un nou prodigi a la Senyora de la Rábida, l'os del profeta era llançat reiteradament a terra, no permetent mai que romangués molt temps al lloc que havia estat la Verge, fet aquest que haurien atribuït els seguidors del profeta a un presumpte encantament cristià. Van decidir els àrabs tenir amb ells un cristià, ja que cada vegada que en retenien un cessava el prodigi. Finalment, no podent suportar els esmentats esdeveniments, es va negociar que fos tornat el cenobi a la cristiandat.
... Va ser la gran Reina a la seva Casa, amb gran culte i fent el Senyor grans miracles... fins que Anselmo Gómez i Leandro Alberto (els esmentats sacerdots) els va tocar estar per l'any de 714, que veient la total pèrdua que anava succeint en Espanya, clamaven a Déu, de què, farien amb la imatge de la seva Senyora perquè no fos ultratjada dels sarraïns, i van tenir aquests dos sacerdots la revelació que la llancessin al mar... amb gran dolor i llàgrimes de tots la van llançar al mar no lluny de la costa, dient que quan Déu fos servit la descobrís.
SANTIAGO, Fr. Felipe de, "Còdex", 1714.

## Reconquesta: Aparició al mar

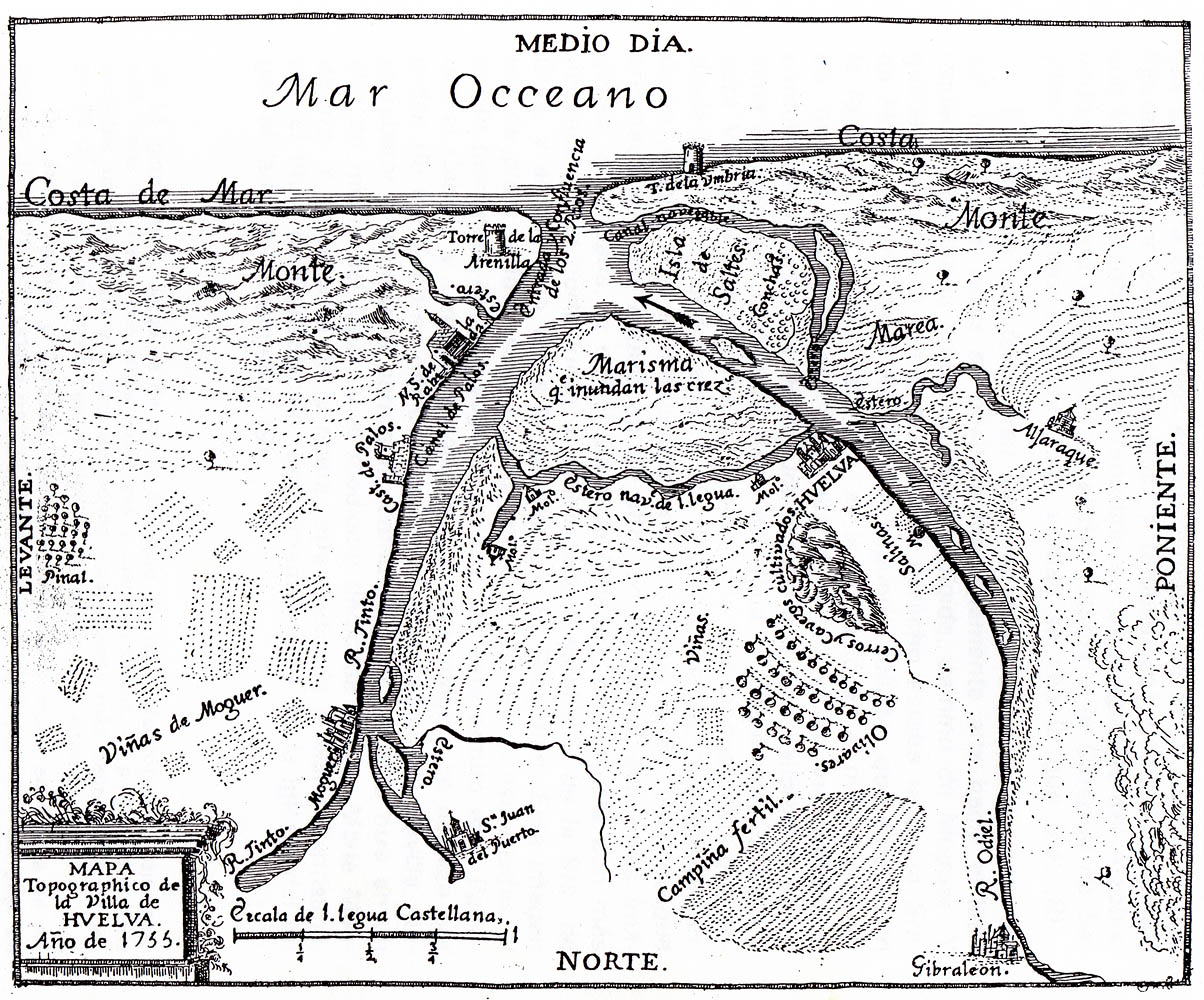
Mapa topogràfic del dels Lugares colombinos.

Una de les últimes i la més famosa de les llegendes és la que ens transmet l'aparició de la Verge al mar, a la platja de "Morla", en terme municipal de Palos, a prop del monestir. Segons aquesta tradició, estant uns pescadors de Huelva llançant les seves xarxes, van tenir per pesca la troballa de la imatge, la qual hauria aparegut en dos trossos, primer la Verge amb la meitat del cos del Nen i, posteriorment, la resta del Nen. Si bé, en haver-la trobat uns pescadors de Huelva, van voler emportar-se-la a la seva vila, cosa que no va acceptar la localitat Palerma, i van començar uns litigis que a punt van estar d'acabar en batalla armada entre les dues viles. Va haver d'intervenir el pare guardià del convent en el litigi, ja que la seva opinió era respectada per ambdues viles, i aquest va prendre la decisió que, per resoldre l'assumpte, es diposités la Verge en una embarcació a prop del lloc on va aparèixer, deixant-la sola a l'embarcació, sense cap tripulant, on les espelmes la portessin. Per fi l'embarcació va arribar a parar a vores del paratge on està situat el monestir, i van decidir dedicar-li un altar a la imatge a l'esmentat cenobi franciscà.
| «                                          | Conviene, a saber, que por el año de 1472, estando este convento en posesión de los Padres Menores de San Francisco, por el mes de diciembre, de dicho año ... fue Fr. Juan Bautista Pedroso, ... a celebrar la misa para el día de la Purísima Concepción, a la gente que se ocupaba de las jábegas. Y aquella noche hubo diferentes pareceres sobre si el día de la Purísima se había de pescar, a lo cual dijo el Padre que si quiera echasen un lance para que comiesen, y él llevaría limosna. Y tuvieron la dichosa pesquería a la Reina y Rey de los cielos y tierra, Jesús y María. Y fue en esta forma: que calando el primer lance sacaron la imagen de la Soberana Reina con la mitad del cuerpo del Niño ... Ya segundaron otro y sacaron lo que faltaba del Niño. Y tomándolo el religioso, lo aplicó sobre el otro medio y sin diligencia alguna quedó unido. (...) Cada uno de por sí alegaban sobre si el hallazgo era suyo, hasta que tomando la mano el dicho Guardián diciendo, que no era materia que por devoción se perdieran los pueblos; que menos inconveniente era que se pusieran en litigio y los que tuvieran derecho a ello se le diera posesión ... Y los dos lugares, Huelva y Palos, que eran los dos litigantes, los de Huelva por haberla sacado y los de Palos por su término ... Se fue alterando tanto esta materia que llegaron a punto de querer las dos villas a tomar las armas, después de diferentes desafíos, hasta que tomó la mano el dicho padre Guardián ... Y todos se convinieron al parecer de dicho Guardián ... Y todos fueron a "Morla" y el parecer de dicho Padre Guardián todos lo tuvieron por bien. Y fue, que en un barco de 33 codos, se puso esta Señora y le dieron la vela sin quedar dentro marinero alguno, y se vino a donde es hoy venerada y alabada, y está colocada esta Purísima Señora con admiración y pasmo de todos los que vieron este prodigio. | » |
| — SANTIAGO, Fr. Felipe de, "Códice", 1714. | |   |

També existeix una sevillana popular que relata aquesta llegenda de la següent forma:
| « | Y apareciste, Milagros, y apareciste, en las cuatro corrientes, Milagros, y apareciste. A Huelva te llevaron Milagros, tu no quisiste, y en el momento te hicieron una capilla, Milagros, y en el convento. | » |

Es pot dir que, tot i que aquests relats pietosos pertanyen majoritàriament a la imaginativa popular, cal constatar que, segons documentació conservada en la parròquia de Sant Jordi, en una de les restauracions realitzades a la imatge el segle xviii es va trobar a la talla restes de sal i "llim" marí com si hagués romàs cert temps submergida en el mar.

## Època històrica
La història documentada fa referència d'aquesta imatge des dels documents més antics i de la seva permanència continuada al monestir franciscà de La Rábida fins a 1891, any en el qual va ser restaurat el convent amb motiu de la celebració del IV Centenari del Descobriment d'Amèrica i, per aquest motiu, es va traslladar la imatge a la parròquia de Sant Jorge en Palos.[4]

## Dels orígens alseglexix
Els Comtes de Miranda, senyors de Palos de la Frontera, que van realitzar una destacada tasca en l'organització de la vila, amb la construcció del castell i de l'Església de Sant Jorge, probablement també van ser qui adquirissin per a la vila la imatge de la Verge dels Miracles que actualment existeix. Va ser entronitzada des dels orígens al cenobi de la Rábida.

## Descobriment i evangelització d'Amèrica
Entre els esdeveniments històrics més destacats que va presenciar aquesta escultura, es pot fer ressaltar sens dubte el descobriment, conquesta i evangelització d'Amèrica. Cristòfol Colom va arribar amb el seu fill al monestir el 1485; durant les seves llargues estades a la zona, va visitar i va rebre empara en moltes ocasions a l'esmentat cenobi.
"Partida del port de Palos" 1492, pintura d'Evaristo Domínguez, en l'ajuntament de Palos de la Frontera.
La imatge va ser testimoni d'excepció dels esmentats esdeveniments, i fins i tot es creu que va ser decisiva en l'elecció del dia de la partida de les naus descobridores, ja que abans de 1936, la festivitat i romeria de l'esmentada imatge se celebrava el dia de la festivitat de la Porciúncula, el 2 d'agost. Sobre el dia de la sortida de l'expedició colombina s'han fet multitud de conjectures, però és més que probable que la verdadera raó fos més localista del que pogués pensar-se, ja que és més que raonable que cap dels mariners palermos i dels pobles propers, Moguer, Huelva, etc. -que eren devots d'aquesta imatge- no volgués sortir a una aventura d'incerts resultats sense haver celebrat abans la festivitat de la seva patrona i demanar la seva intercessió.
Encara que no existeix un document que relacioni directament la Verge amb les noves terres descobertes, sí que van existir tres naus palermas que van realitzar expedicions a l'Índia que tenien el seu nom, les naus: Santa María de la Rábida, La Rábida i Rábida, el qual, encara que indirectament, relaciona a l'esmentada imatge i el seu convent amb les primigènies expedicions a Amèrica.

## Visita de conquistadors espanyols
El maig de 1528 va arribar al port de Palos Hernán Cortés després d'aconseguir la conquesta de Nova Espanya, es va allotjar al monestir, on va poder pregar davant d'aquesta imatge. Venia acompanyat del seu amic i company Gonzalo de Sandoval, que va desembarcar greument malalt, i morí al cap de pocs dies en una fonda de Palos on estava allotjat. Es va traslladar el seu cos sense vida al monestir, on va ser enterrat, a prop de l'altar de la verge. Pocs dies després va arribar Francisco Pizarro a Palos, dirigint-se també al convent, on a part de rebre ajuda espiritual i visitar a la imatge de la Verge, es va entrevistar amb el seu parent Hernán Cortés.

## Patronat de Ntra. Sra. dels Miracles
La Verge dels Miracles va ostentar el títol de patrona de Palos de la Frontera des dels orígens, tot i que la primera referència que existeix sobre el patrocini de la imatge en favor de Palos és el còdex de Fray Felipe de Santiago, on es troba un document amb data 23 de maig de 1717, on el poble de Palos renova l'antic patronat que va rebre dels seus avantpassats.
El còdex ha conservat entre els seus escrits aquest document, en el qual consta el vot en el qual el poble renova l'esmentat patronat:
... Nós tots junts a les cases de l'ajuntament, i els absents per escrit, i tot el poble assistint, ens convenim a votar, i tenir i celebrar per Patrona a la Verge Ssma. dels Miracles renovant-lo dels antics perquè s'apiadi de nosaltres... Posades nostres mans destres en els Sants Evangelis diem així. Nós en el nom dels que som, i seran fem Vot a Déu Nostre Senyor, i a la benaventurada Verge Maria..., de tenir, guardar i celebrar Maria Santíssima amb el títol dels Miracles per Patrona d'aquesta Vila de Palos...
SANTIAGO, Fr. Felipe de, "Còdex", 1714.

## Festa i Romeria de la Verge fins alseglexix
La festa patronal i romeria de la Verge, es va celebrar sempre el 2 d'agost al santuari de la Rábida fins a l'exclaustració de 1835, encara que va continuar celebrant-se alguns anys després.
El segle xvii va rebre una major rellevància la festivitat, gràcies a l'especial jubileu que Gregorio XV va concedir a la festivitat de la Porciúncula, estenent a totes les esglésies franciscanes del món la indulgència plenària que Honorio III va concedir a la petita església italiana. La festa, augmentada amb l'especial indulgència del "perdó d'Asís", concedida a tots els fidels que visitessin la Rábida, va atreure multitud de fidels, ja no només de Palos de la Frontera, sinó de tota la comarca: Huelva, Moguer, etc.
Hi havia diverses germandats, a part de la de Palos de la Frontera, com les de Huelva i Moguer, que junt amb la de Palos constituïen les denominades "Germandats Majors", encara que també es coneix l'existència de germandats de San Juan del Puerto, Trigueros o Lucena del Puerto.[36]
El festeig començava la vigília de l'esmentat dia i, abans de fer-se de dia, ja estaven els fidels al convent, on el primer acte del cerimonial era la processó de la imatge pel paratge proper, sortint del monestir portada pels frares, passant després de mans d'una a una altra germandat, fins que era novament dipositada a les mans dels frares que la tornaven al seu altar. Seguien els actes amb oficis cada una de les germandats, fins a:
... Que és arribada l'hora de la missa major en la qual es digui el Sermó i assisteixin l'Ajuntament de Palos i les Germandats.
SANTIAGO, Fr. Felipe de, "Còdex", 1714.
El dia, en definitiva, transcorria amb un ambient festiu i de convivència entre els fidels que celebraven aquesta popular romeria.

## Trasllat a Palos el1891

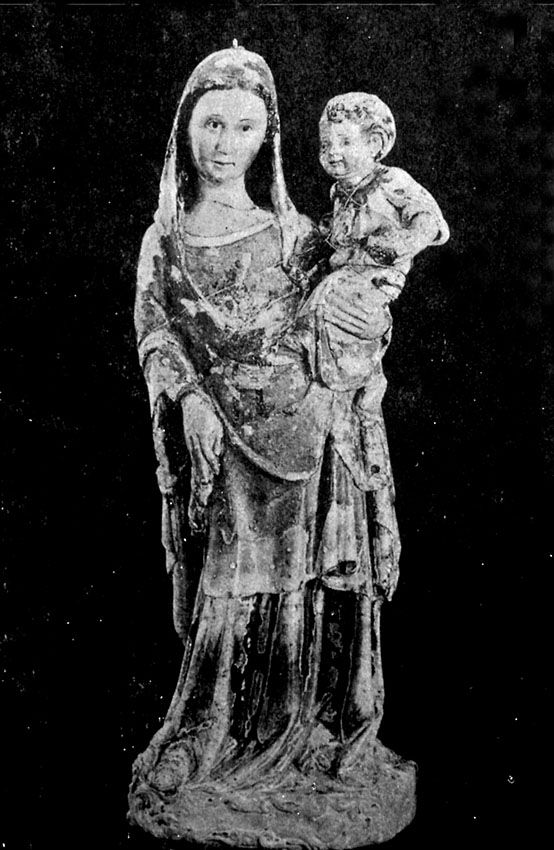
La verge policromada i sense la roba externa. Abans de la Guerra Civil.

Malgrat l'exclaustració de 1835, la imatge de la Verge va romandre al seu Santuari de la Rábida -casa legítima de la mateixa des de temps immemorial- fins que, el 1891, va ser traslladada a l'església parroquial de Sant Jorge Mártir de Palos de la Frontera, amb motiu de les restauracions al convent promogudes per l'estat espanyol, com a preparació per a la celebració del IV Centenari del Descobriment d'Amèrica. No obstant això, existeixen documents, alguns fins i tot oficials, que indiquen que la verge va ser traslladada a Palos arran de l'exclaustració, desmentits tots ells per actes i oficis, tant de la Diputació de Huelva, com de l'Ajuntament de Palos de la Frontera, conservats alguns d'ells a l'arxiu conventual de La Rábida.
També consta que, encara que el convent continuava sent la seva casa malgrat l'exclaustració, a finals del XIX entre 1888 i 1891, els trasllats a Palos van ser més freqüents i la seva estada era més prolongada en el temps, tot això amb el consentiment de la Diputació provincial que era la que tutelava les destinacions de La Rábida en aquella època.
En un d'aquests trasllats, havent-la tornat el poble al seu santuari de La Rábida a petició dels religiosos franciscans, aquests van decidir retirar-li la roba que vestia la talla i així la van venerar els frares durant un petit període, fins que el poble la va recobrar per tornar-la a la parròquia de Palos a causa de les reparacions i restauració que es va realitzar al monestir amb motiu de la celebració del IV Centenari.
Però el febrer de 1891, en una visita que van realitzar a Palos i La Rábida els ministres de Foment i d'Ultramar, van voler enviar la imatge a Madrid perquè fos restaurada de diversos desperfectes que presentava la talla, cosa a què el poble de Palos es va negar per por de perdre-la per sempre, i, en les disputes per no deixar que s'emportessin la seva patrona, va resultar que va acabar caient a terra i sofrint nous desperfectes. Els ministres no volent empitjorar la situació van desistir de la seva intenció i la van deixar a les mans del poble de Palermo. El poble es va esforçar a reparar-li els notables desperfectes soferts fent-li algunes soldadures, encara que comenta el PÀG. Coll:
Veritat és que posteriorment l'han retocat fent-li algunes soldadures, però així i tot ha quedat tan deteriorada que fa llàstima el contemplar-la.
P. COLL. "Colom i La Rábida".

## Segle XX
Encara que l'estada en la parròquia de Palos sempre va ser considerada com a accidental i transitòria, el cert és que aquesta es va dilatar en el temps, malgrat els intents i peticions per part dels franciscans que tornés al seu santuari, una vegada que l'Orde Franciscà va tornar a reintegrar-se en la Rábida en la dècada de 1920:
... S'imposa el trasllat de la Imatge Titular, des de l'Església de Palos on sol està en dipòsit i transitòriament, al seu propi santuari. De cap altra manera, mai la Rábida no estarà prou caracteritzada i completa.
P. Fr. Àngel Ortega.
Però per diversos motius la imatge no va ser tornada al monestir en aquesta època.

## Els aviadors del Plus Ultra iAlfons XIII

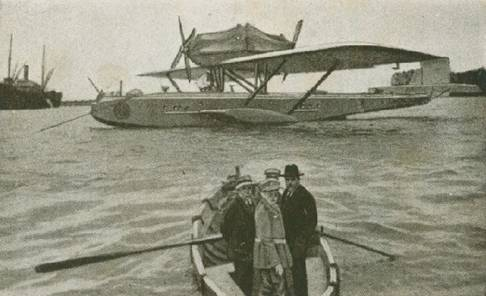
El Plus Ultra al port de Palos de la Frontera, abans d'iniciar el vol.

També va rebre aquesta imatge la visita dels aviadors del "Raid aeri" Plus Utra: el comandant Ramón Franco, el capità Julio Ruiz d'Alda, el tinent de navili Juan Manuel Durán i el mecànic Pablo Rada. El 22 de gener de 1926 a trenc d'alba, abans d'iniciar el vol, els aviadors junt amb autoritats civils i militars tant de la zona com de la nació, i molta gent del poble de Palos i voltants, van celebrar una missa en la parròquia de Palos on es trobava la Verge dels Miracles, davant de la qual van pregar demanant la seva protecció per al vol que anaven a realitzar. Una vegada finalitzat l'acte religiós, es van dirigir al Moll de la Calzadilla on es va iniciar el raid Palos-Buenos Aires.
A la tornada dels tripulants, el rei Alfons XIII va celebrar una missa d'acció de gràcies també davant de la patrona de Palos, a l'Església de Sant Jorge, per a posteriorment dirigir-se al monestir de La Rábida, a celebrar els actes commemoratius per l'èxit del vol.

## Guerra Civili tornada de la imatge aLa Rábida
Durant els esdeveniments de la Guerra Civil Espanyola, el 21 de juliol de 1936 la parròquia de Sant Jorge de Palos va sofrir la ira d'un grup antireligiós, i, entre les moltes destrosses que va patir el temple, especialment destacable va ser el de la patrona -que es trobava en aquells moments en un camerino de la parròquia-, quedant trencada en cinc trossos.
El 22 de juliol de 1936 va esdevenir una data clau per a la supervivència d'aquesta talla, ja que per fortuna per a la imatge un religiós franciscà, el pàg. Jenaro de Jesús Prieto i Leiva, al mig del perill dels esmentats esdeveniments, va recollir els trossos de la talla que va poder en aquells moments, i més tard, calmada la situació, va tornar per alguns trossos que faltaven.
El pare fra Jenaro de Jesús va resultar clau per a la devolució de l'efígie al seu santuari de La Rábida. Encara que van existir dificultats entre el convent i el poble de Palos, gràcies al pare franciscà -que sempre va defensar els drets del monestir i de l'orde franciscà sobre la imatge- es va aconseguir mantenir la calma entre les dues parts.
El Comte de Torres de Sánchez-Dalp, Miguel Sánchez-Dalp Calonge, es va oferir que la imatge fos restaurada al seu palau de Sevilla, així va complir un vot que havia realitzat. Seria l'imaginer José Rivera García que realitzés la restauració completa de la imatge, que va concloure el novembre de 1936. Mentre la talla era restaurada en Sevilla, fra Jenaro de Jesús va fer els tràmits necessaris perquè la Verge fos tornada al seu legítim santuari, iniciant un expedient de sol·licitud de trasllat definitiu de la imatge al monestir que es va dirigir al Papa Pío XI, amb la recomanació del Cardenal Arquebisbe de Sevilla, Eustaquio Ilundain i Esteban i el vistiplau del rector de Palos, Cristóbal Escribano Oliva. La Sagrada Congregació del Concili finalment va decidir en favor del monestir i, el 26 de febrer de 1937, va dictaminar que la imatge fos tornada al seu lloc al convent de la Rábida. La Santa Seu va encarregar a l'Arquebisbe de Sevilla que dugués a terme l'esmentat dictamen.
Finalment, i encara que hi va haver algun intent per part de la Junta de Cultura Històrica i Tresor Artístic de Sevilla de disposar de la imatge restaurada, la verge va ser novament entronitzada al seu convent de la Rábida l'11 de maig de 1938, sent novament beneïda el 12 de juny d'aquest mateix any.

## Confirmació del patronatge sobre Palos de la Frontera
L'antic patronatge de la Verge sobre el poble de Palos, que es va renovar el 1717, va ser finalment confirmat tant per l'Ajuntament, a petició del poble, com per Pau VI, per mitjà de la Sagrada Congregació de Ritus el 12 de maig de 1967. El poble va celebrar un acte solemne a la posició de l'Església de Sant Jorge el 24 de setembre de l'esmentat any, presidida pel llavors bisbe de Huelva, José María García la Higuera, que li va imposar una corona com a símbol del patrocini sobre la localitat.

## Coronació Pontifícia i Real
El 14 de juny de 1993 va esdevenir nova data històrica per a la imatge de Ntra. Sra. dels Miracles, ja que va ser coronada canònicament pel Summe Pontífex Juan Pablo II, sent els padrins d'honor els reis d'Espanya Joan Carles I i Reina Sofia. A més va rebre, per part del ple de l'ajuntament, el títol d'Alcaldessa Perpètua de Palos de la Frontera. La Verge dels Miracles és la primera i única imatge coronada personalment pel papa polonès en Espanya.[46]
Amb motiu de la Celebració del V Centenari del Descobriment d'Amèrica, el papa Joan Pau II va realitzar una breu visita apostòlica als Lugares colombinos i a l'Ermita d'El Rocío. El seu periple pels Lugares colombinos començaria a Moguer, on va visitar la parròquia de Nostra Senyora de la Granada, on va pregar davant la titular de la parròquia i la Verge de Montemayor, que va ser traslladat especialment a la localitat moguerenya per a aquesta ocasió.
Després del seu pas per Moguer, la comitiva papal es va dirigir cap a Palos de la Frontera, a la parròquia de Sant Jorge Màrtir. Hi va accedir a través de l'escalinata situada davant d'aquesta, on va saludar i va beneir els fidels allà congregats. Una vegada en l'interior, també es va detenir a pregar i contemplar l'església gòtic-mudèjar on es va llegir, cinc-cents anys abans, la real provisió dels Reis Catòlics en la qual se sol·licitava a certs veïns de Palos el lliurament de dues caravel·les aprovisionades per al viatge de Cristòfol Colom. Va sortir de la parròquia per la denominada "Porta dels Nuvis", on es va detenir a beneir i saludar a alguns discapacitats i malalts que l'esperaven. Va finalitzar aquest recorregut al Monestir de La Rábida, on va ser rebut per la Infanta Cristina de Borbó, el president de la Junta d'Andalusia, Manuel Chaves González, i la comunitat franciscana del monestir i de la província Bètica. Va visitar breument les estades i església del cenobi, per dirigir-se posteriorment al lloc de l'acte de la coronació, el Monument als Descobridors situat en l'entorn de La Rábida.
Després d'uns moments d'oració davant la imatge de la Verge dels Miracles, a les 5.45 de la tarda va tenir lloc l'acte de la coronació de l'escultura de la Verge, que es va desenvolupar dins d'una celebració de la Paraula de Déu, va seguir el ritual litúrgic per a la coronació d'una imatge de la Verge. Després del cant de l'Al·leluia i proclamat l'Evangeli, Joan Pau II va procedir a l'acte d'imposició de les corones, en primer lloc al Nen i després a la Verge, va actuar de Padrina d'Honor, en nom dels seus pares els reis d'Espanya, la Infanta Cristina de Borbó. Tot seguit, el Papa va pronunciar una extensa oració en la qual, entre altres coses, va reconèixer la seva doble denominació: Santa María de la Rábida i Verge dels Miracles, a més la va nomenar "Mare d'Espanya i Amèrica":
Déu et salvi, Mare i Senyora Nostra dels Miracles, Santa Maria de la Rábida.
Pelegrí per terres andaluses, on se sent a tot arreu la teva presència
i se sent el teu nom, he vingut als Lugares colombinos (...)
(...) avui, com a signe de filial devoció, col·loquem en la teva imatge i en la del teu Fill Jesús,
la corona d'amor i de fe d'aquest poble que et venera.
Santa María, Estrella de l'Evangelització, Mare d'Espanya i d'Amèrica.
Davant de tu es renova la memòria, cinc vegades centenària, de l'anunci
de Crist als pobles del Nou Món...
Oració de Joan Pau II a la Verge dels Miracles després de coronar-la.
Una vegada donada la benedicció, el pontífex es va acomiadar adreçant unes breus paraules als fidels i devots allà congregats:
«Moltes gràcies per aquesta trobada. És una gran emoció trobar-se al lloc totalment històric on va començar un nou capítol de la història del món, del nostre món, del nou món, de tot el món, del globus terrestre. On va començar també la història de la Salvació i de l'Evangelització del Continent americà. Sempre tornen a aquest lloc beneït encomanant-se a la Senyora dels Miracles, a la Mare dels homes, a la Reina de les Amèriques, tots els nostres germans d'aquí, a Espanya i a l'altra part del món. Sigui lloat Jesucrist.»
Una vegada que el papa va abandonar el recinte, el poble va prendre el pas de la Verge i es van dirigir en processó fins a Palos, on va ser rebuda per la imatge de Sant Jorge Mártir en el seu pas processional. Els dies següents va recórrer tots els carrers de la ciutat adornats especialment per a tal ocasió.

## Real i Il·lustre Germandat de Nª Sª dels Miracles i Sant Jordi Màrtir
La primera constància documental d'una Germandat de devots d'aquesta imatge data de 1723. Fra Felipe de Santiago, autor de l'esmentat còdex del segle xviii, apareix com a promotor de la "Germandat General de l'Esclavitud de Nostra Senyora dels Miracles de la Rábida".
El 16 de gener de 1723, fra Felipe va dirigir a l'autoritat eclesiàstica de l'Arquebisbat de Sevilla una petició per a la seva aprovació, on s'exposava la fundació de l'esmentada Germandat amb seu al convent de la Rábida i les regles de germandat aprovades pels germans. El fiscal general de l'Arquebisbat va dictaminar positivament perquè fos aprovada l'esmentada regla, sent finalment aprovada per l'Arquebisbe de Sevilla, Luis de Salcedo i Azcona, el 17 de febrer de 1723.
Finalitzada la Guerra Civil i tornada la imatge al monestir, en els anys posteriors es va reinstaurar la Germandat de la Verge dels Miracles el 1954, que es van redactar uns nous estatuts que van ser aprovats per decret del primer bisbe de la recentment creada diòcesi de Huelva, Pedro Cantero Cuadrado, el 13 de juliol de 1954. Aquests estatuts van ser renovats el 1984, adaptant-los a les noves normes diocesanes conformes al Concili Ciutat del Vaticà II i incloent al si de la germandat, també com a titular, el patró de Palos de la Frontera, Sant Jorge Mártir. Finalment, i igual com la resta de germandats i confraries de la diòcesi de Huelva, a partir de desembre de 1997, els estatuts de la germandat, com els de la resta de tota la província diocesana, van haver de ser renovats i adaptat a "l'Estatut Marc" promogut pel bisbat onubense.
La germandat de Nostra Senyora dels Miracles és l'encarregada de realitzar tots els actes religiosos commemoratius a la imatge de la Verge, tant durant el mes d'agost en què es concentren les festes patronals i romeria en honor de la Verge, com durant la resta de l'any, realitzant diferents actes tant religiosos com festius i civils.

## Celebracions, cultes i romeria en honor de la Verge

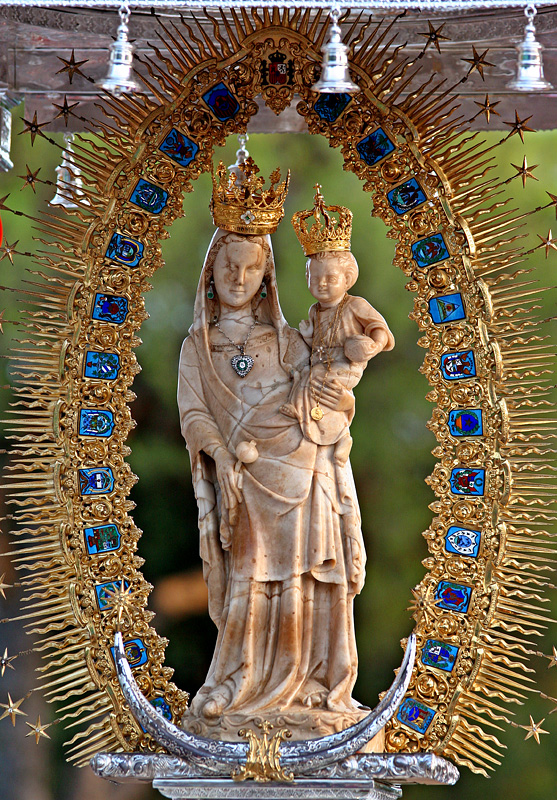
Nª S ª dels Miracles. Processó entorn del paratge de La Rábida durant la seva romeria l'agost.

Al llarg de l'any, en Palos de la Frontera, se celebren diversos actes religiosos i culturals en honor de la seva patrona, sent aquests més nombrosos i concentrats en el mes d'agost.
- Romerito. El tràfic d'una peregrinació anual que organitza la seva germandat el mes de febrer, en la qual els fidels de la Verge, després d'un ofici religiós en la parròquia de Palos, es dirigeixen a peu cap al monestir de la Rábida, on, una vegada finalitzada la peregrinació, reten culte a la patrona i es viu un dia de convivència entre els devots.
- Aniversari de la Coronació Pontifícia. El 14 de juny de cada any se celebra l'aniversari la Coronació Pontifícia de la imatge, realitzada pel Summe Pontífex Joan Pau II. Se celebra, normalment, al Monestir de La Rábida davant de l'escultura de la Verge dels Miracles.
- Trasllat de la Verge. Des de mitjan segle xx, en preparació per a les festes patronals, la patrona és traslladada en processó des del monestir a Palos de la Frontera cada 4 d'agost, just després de la festa de la Porciúncula (el 2 d'agost, dia de festa i romeria primitiu de la Verge) i de la celebració de la partida de les naus descobridores el 3 d'agost.
- Festa de la Verge. Després de la novena celebrada des de l'endemà al trasllat, tenen lloc les festes patronals, sent el 15 d'agost, festivitat de l'Assumpció de Maria, el dia gran de la Verge. Al matí de l'esmentat dia se celebra una solemne funció religiosa i, a la tarda, la processó anual amb la imatge de la Verge, que recorre els principals carrers de la localitat palerma. La processó es realitza en el denominat "Pas de les Caravel·les", que va ser construït en fusta, daurada i policromada, per Francisco Buiza Fernández i que reprodueix les proes de les Tres Caravel·les.
- Ofrena floral i pregó de la romeria. El dissabte del cap de setmana anterior a la romeria té lloc, en l'entorn de l'Església parroquial de Sant Jorge Mártir, "l'ofrena floral", on després de la lectura del pregó de la romeria, es procedeix a l'acte de renovació del vot de patrocini i posteriorment el poble li ofereix flors a la imatge que són col·locades als seus peus.
- Romeria. L'últim cap de setmana d'agost, i com a final de les festivitats i cultes, se celebra la romeria en el seu honor. Comença divendres a la tarda amb el trasllat processional de la imatge des de la parròquia de Palos, on roman tot el mes estival, a la Rábida. El pas de la Verge és acompanyat al seu recorregut fins a la Rábida pels fidels, que es dirigeixen fins al paratge en cavalls, carros, charretes o a peu. Se celebra entorn del paratge de la pineda propera al monestir de la Rábida, on està situada la capella i casa de la Germandat patronal. Durant aquests dies es resideix al paratge en els típics "ranchos" que construeixen per pernoctar i conviure durant aquests dies.
Com sol ocorre en les romeries andaluses, la convivència transcorre entre el folklore i la gastronomia de la terra.
Dissabte, el principal acte és el rosari de torxes, on els fidels, en la nit d'aquest dia, realitzen l'esmentada oració catòlica portant torxes o espelmes i cantant els diferents misteris.
Diumenge tenen lloc els actes centrals d'aquesta romeria; la Solemne Funció, consistent en una Missa celebrada al matí, on assisteixen, a part del clericat local, autoritats tant religioses com civils de la localitat i d'altres municipis propers. I, ja a la tarda, es realitza la processó de la Verge, que recorre tot el recinte i finalitza al monestir, on és dipositada la imatge venerada fins a l'any següent.
Finalment, dilluns la germandat, amb la resta del poble, després de la missa de comiat davant de la Verge, tornen fins a la parròquia de Sant Jorge Mártir, donant-se així per finalitzats els actes del mes d'agost.

## Advocacions homònimes
Existeixen diverses advocacions i temples amb els mateixos títols d'aquesta imatge, Santa María de la Rábida o Verge dels Miracles en diversos llocs del món.
Sobre el primer nom, es localitzen entre altres la "Verge de la Rábida" de la propera localitat de Sanlúcar de Guadiana. Així mateix, a Buenos Aires (Argentina), hi ha una parròquia denominada "La nostra Senyora de la Rábida", que rep aquesta denominació en honor de la imatge tractada en aquest article.
Quant a la denominació tradicional, "Verge dels Miracles", la llista de llocs que tenen alguna imatge o església dedicada a l'esmentada advocació és més extensa, destacant entre altres la patrona d'El Puerto de Santa Maria (Cadis). A Santa Fe,(Argentina), existeix "l'església de Nostra Senyora dels Miracles", on es troba un quadre dedicat a l'esmentada advocació. També a Itàlia es troben esglésies i imatges amb l'esmentada denominació, com la veneciana "Chiesa di Santa Maria dei Miracoli" on, així mateix, es troba una imatge amb el títol de "els Miracles".